# Kościół św. Huberta w Nowym Warpnie
Kościół pw. św. Huberta – ryglowy, z 1793 r., w województwie zachodniopomorskim, w powiecie polickim, w Nowym Warpnie-Karsznie. filialny podlega parafii pw. Wniebowzięcia NMP, archidiecezja szczecińsko-kamieńska.

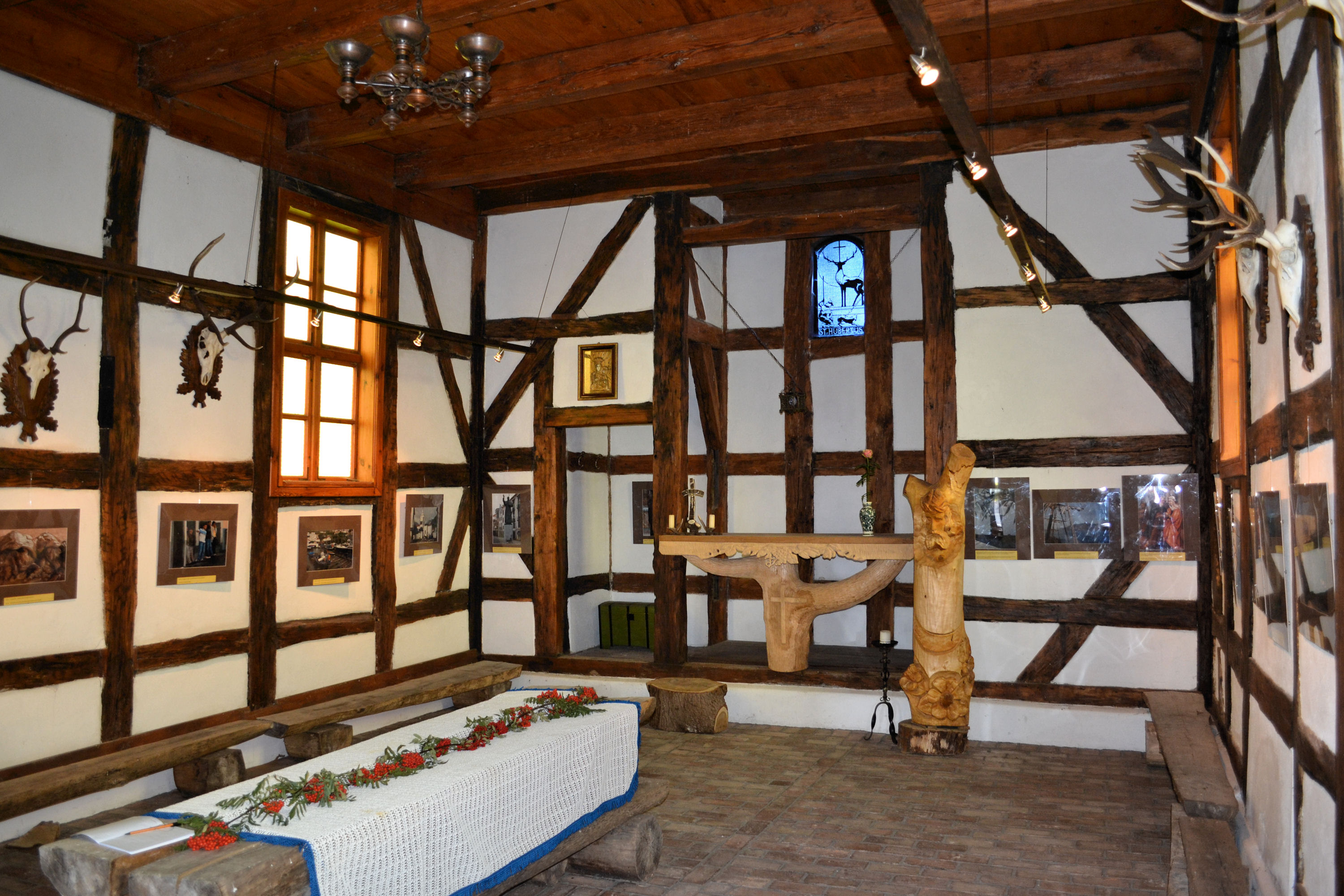
Wnętrze kościoła

## Historia
Data powstania kościoła w Karsznie jest trudna do ustalenia. Do niedawna sądzono, że powstał on w 1793 - taka bowiem data widnieje na chorągiewce wieńczącej kościelną wieżę. Ostatnio odkryto jednak, że na starych szwedzkich mapach (wydanych przed 1709) zaznaczony jest kościół w Karsznie. Nie wiadomo, czy fakt ten dotyczy obecnego kościoła, czy też innej świątyni która istniała w tej miejscowości.
Korpus nawowy świątyni zbudowany jest w technice ryglowej. W XIX wieku dobudowano neogotycką wieżę z cegieł. Do 1945 roku użytkowany jako świątynia protestancka, po 1945 popadł w ruinę. W 1994 roku mieszkańcy doprowadzili do rozpoczęcia odbudowy kościoła. Autorem projektu była Danuta Konopka. 25 lipca 1998 roku kościół pw. św. Huberta został poświęcony i przekazany jako świątynia filialna parafii w Nowym Warpnie.
Świątynia posiada wystrój myśliwski (proste, drewniane ławy, ołtarz wsparty na rosochatym pniu, liczne poroża i trofea myśliwskie). W kościele organizowane są wystawy czasowe.

## Architektura
Jest to kościół o niewielkiej kubaturze, postawiony na planie prostokąta, prosto zamknięte prezbiterium, ściany ryglowe, wieża zachodnia z czerwonej cegły. Ściany postawione na kamiennych fundamentach i ceglanej podmurówce. W ścianie północnej i południowej znajdują się po dwa prostokątne okna. Szkielet drewniany utworzył kwadratowe fachy wypełnione cegłami i otynkowane na biało. Od strony zachodniej znajduje się wieża na planie kwadratu, dwukondygnacyjna, zakończona tarasem, zwieńczona ośmiobocznym szczytem o konstrukcji szkieletowej i hełmem z chorągiewką. Znajdują się w niej okna ostrołukowe, portal zachodni również ostrołukowy. Wieża zwieńczona czterema sterczynami i ośmiobocznym ryglowym ostrosłupowym hełmem. Od wschodu nieco węższa wydzielona część prezbiterium. Wnętrze posiada strop płaski, drewniany, na zewnątrz dach dwuspadowy. Wyposażenie kościoła współczesne.